# Rua Conde Carvalhal
A Rua Conde de Carvalhal é uma das artérias mais extensas da cidade do Funchal, na Madeira, com um total de cerca de 5,8 quilómetros de extensão. Homenageia António Leandro da Câmara de Carvalhal Esmeraldo Atouguia Sá Machado (1831-1888), 2.º Conde de Carvalhal, sobrinho-neto do 1.º Conde de Carvalhal e neto de Sebastião Xavier Botelho (1768-1840), que era Governador da Madeira aquando da Revolução Liberal de 1820.
O 2.º Conde de Carvalhal foi presidente da Câmara do Funchal entre 1879 e 1887 e levou uma vida faustosa no Palácio de S. Pedro, sua residência e onde hoje estão instalados o Museu de História Natural e o Aquário Municipal, na Rua da Mouraria.
Durante muitos anos, a rua foi a principal saída do Funchal a leste e a ligação entre a capital e Santa Cruz ou o Aeroporto.